# Cerveau aviaire
 (juillet 2024).
Si vous disposez d'ouvrages ou d'articles de référence ou si vous connaissez des sites web de qualité traitant du thème abordé ici, merci de compléter l'article en donnant les références utiles à sa vérifiabilité et en les liant à la section « Notes et références ».
Le cerveau aviaire, c'est-à-dire le cerveau des oiseaux et des espèces apparentées, est capable de coordonner des fonctions corporelles complexes, de traiter des informations sensorielles précises et même de soutenir de grandes capacités de mémoire, d'apprentissage et de résolution de problèmes.
La taille du cerveau des oiseaux varie selon les espèces et se compose de cinq divisions embryologiques : le télencéphale, le diencéphale, le mésencéphale, le métencéphale et le myélencéphale. Ces deux dernières sont reliées à la moelle épinière, l'autre composante du système nerveux central.

## Anatomie

### Taille et proportions

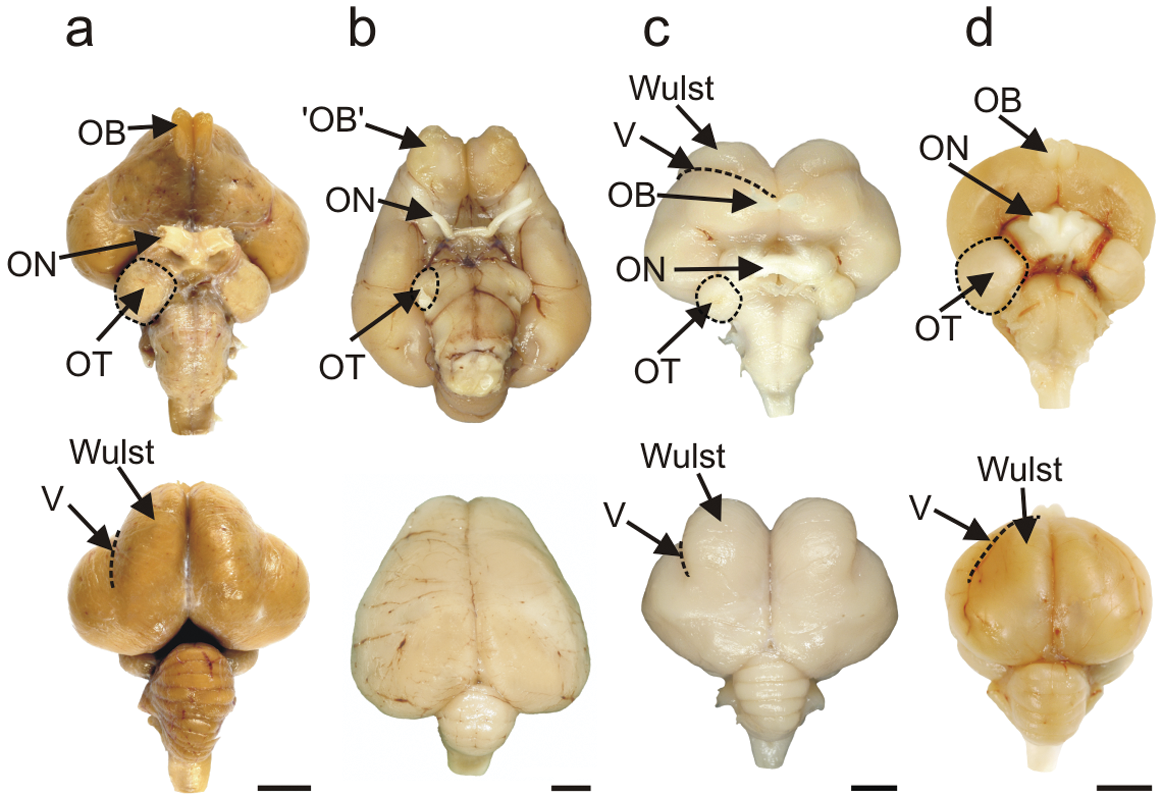
Cerveaux d'un émeu (a), d'un kiwi (b), d'une chouette (c) et d'un pigeon (d) ; OT = tectum optique ; ON = nerf optique ; OB = bulbe olfactif.

Comparé aux mammifères, le cerveau aviaire est relativement petit, atteignant un maximum de 40 g chez le Manchot empereur. Cependant il peut être important par rapport au reste du corps (là où les oiseaux intelligents comme les corvidés et les perroquets arrivent en tête).

### Évolution

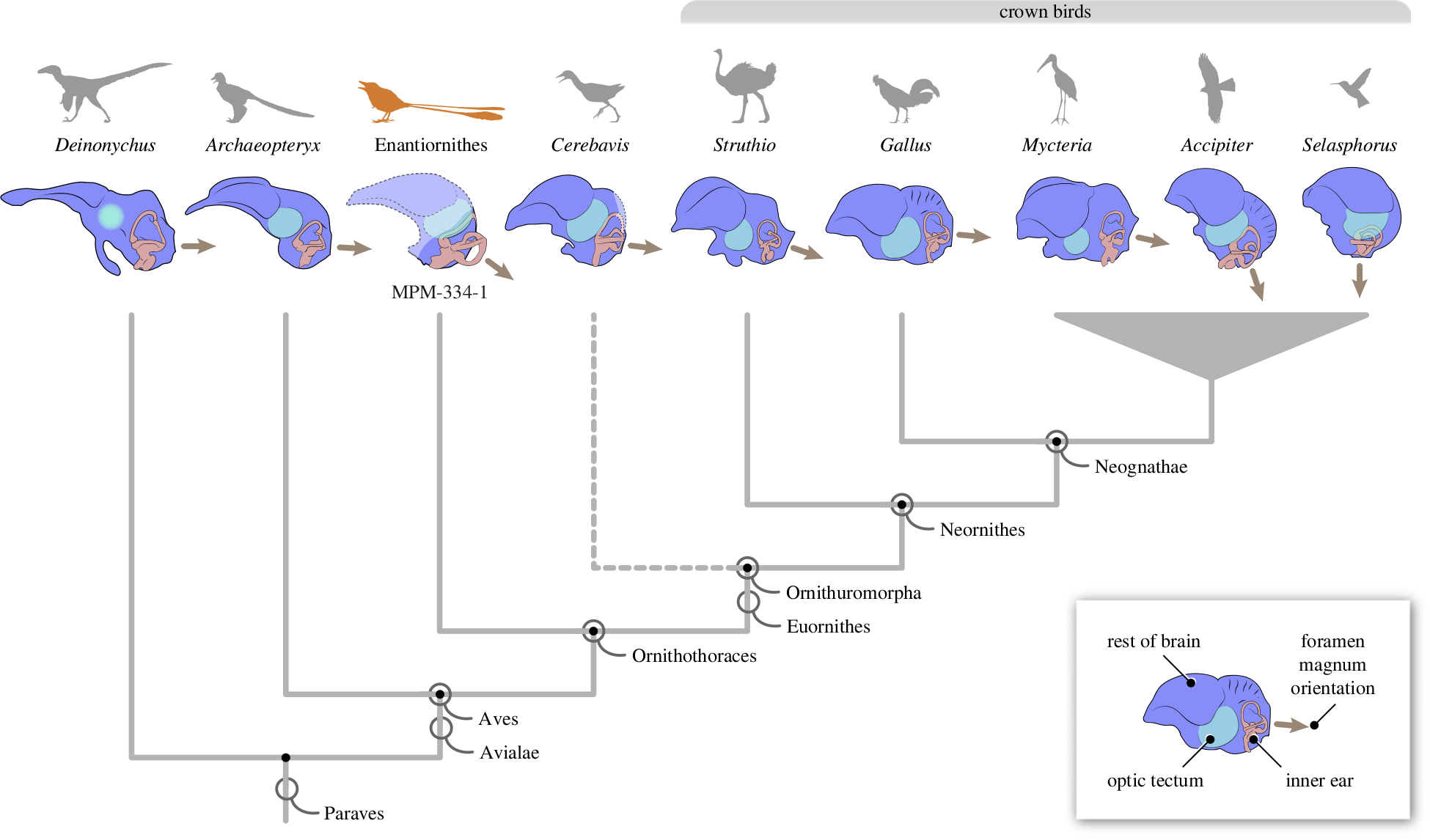
Cerveaux aviaires depuis Deinonychus jusqu'aux espèces contemporaines.

### Subdivisions

#### Télencéphale
Le télencéphale est responsable du fonctionnement cognitif supérieur. Il est relativement grand et particulièrement bien développé chez les espèces d'oiseaux les plus intelligentes.

#### Cervelet
Le cervelet est le système de commande motrice de l’oiseau, responsable de la coordination des mouvements et d’équilibre.

#### Lobe optique
Les oiseaux possèdent des lobes optiques bien développés pour traiter les informations visuelles, auditives et tactiles. La plupart des informations de la rétine sont transférées vers une partie du lobe appelée tectum optique.

#### Tronc cérébral
Le tronc cérébral est la région qui se connecte à la moelle épinière. Il est important pour la communication avec le reste du corps, mais contrôle également les fonctions autonomes essentielles comme la fréquence cardiaque et la respiration.

### Neuroanatomie
Chez les oiseaux, les neurones sont regroupés plutôt que superposés. Une forte densité de neurones dans les régions du cerveau impliquées dans le fonctionnement cognitif est une bonne indication de l'intelligence, et ici, les scientifiques ont découvert que les corvidés sont presque à la hauteur des primates intelligents.

## Capacités cognitives et intelligence

### Apprentissage et mémoire
Le pallium riche en neurones est la région du cerveau la plus associée à l'apprentissage. On pense que ce composant joue un rôle similaire à celui du néocortex humain.
L'apprentissage nécessite de la mémoire, mais la mémorisation est également importante pour que les oiseaux puissent retrouver leur chemin vers le nid ou se souvenir de l'emplacement d'un magasin de nourriture. L'hippocampe est la partie du pallium associée à la mémoire spatiale. Cet important composant cérébral est également lié aux informations provenant des organes sensoriels pour se souvenir des images, des sons, des odeurs et des sensations.

### Résolution de problèmes et utilisation des outils
On sait que plusieurs oiseaux utilisent des outils, à la fois en captivité et même à l’état sauvage. La Corneille de Nouvelle-Calédonie est considérée l’une des espèces les plus intelligentes de la planète.
Les psittaciformes et les corvidés ont tendance à exceller dans les tâches de résolution de problèmes, bien que des recherches récentes aient également établi un lien entre la résolution de problèmes et la capacité d'apprentissage de chansons et la taille du cerveau, mettant en évidence la puissance cérébrale de chanteurs talentueux comme la Mésange huppée.

### Intelligence sociale
Il se trouve que bon nombre des oiseaux les plus intelligents ont également tendance à vivre dans des groupes sociaux complexes et à bénéficier de longues périodes de soins parentaux, tout comme les mammifères intelligents. Entretenir des relations au sein du groupe et comprendre les hiérarchies et la dynamique de groupe nécessite des capacités cognitives inutiles chez les espèces solitaires.

## Perception

### Vue
La vision est le sens aviaire le plus important, c'est pourquoi les oiseaux ont des yeux et un cerveau bien développés, capables de traiter les données visuelles à grande vitesse.
Les informations sensorielles de la rétine sont envoyées au cerveau via le nerf optique. Il est traité dans plusieurs zones du cerveau, notamment le wulst (système thalamofuge) et l'entopallium (système tectofuge).

### Ouïe
L’audition est extrêmement importante pour les oiseaux, à la fois pour la communication vocale et pour détecter les dangers et la nourriture. Plusieurs régions du cerveau des oiseaux sont impliquées dans l’audition, notamment le lobe optique et la crête dorsoventriculaire.

### Autres perceptions
Le cerveau aviaire traite plusieurs types de données sensorielles. La vue et l’ouïe sont peut-être leurs sens les plus importants, mais ils utilisent également l’odorat, le toucher, le goût et la magnétoréception.
Diverses parties du cerveau correspondent à ces sens. On pense par exemple que le wulst est important pour la boussole intégrée de l’oiseau, tandis que l’odorat est traité via les bulbes olfactifs et diverses régions du cerveau.

## Navigation et migration

### Orientation spatiale
Les oiseaux s’appuient sur leur cerveau pour s’orienter dans l’espace de plusieurs manières. L’information visuelle est la plus importante, mais ils utilisent également l’odorat et même les champs magnétiques pour tracer leur trajectoire.
Des recherches sur plus de 150 espèces d’oiseaux migrateurs ont montré que les oiseaux migrateurs sur de longues distances ont un cerveau plus petit mais des nerfs optiques plus gros. Cela peut souligner l’importance de la vision dans la navigation longue distance. Les oiseaux migrateurs peuvent également avoir un hippocampe mieux développé pour une mémoire spatiale améliorée.

### Comportements migratoires
Les oiseaux migrateurs vivent chaque année la zugunruhe, une agitation instinctive. Leur départ est déclenché par l'instinct et par une combinaison des systèmes nerveux et endocriniens, en utilisant des informations sensorielles telles que le changement de la durée du jour traitées dans la rétine et la glande pinéale du diencéphale.

## Développement et neuroplasticité

### Croissance
Le cerveau d’un oisillon commence par un tube neural dont une extrémité se développe en moelle épinière et l’autre en cerveau. Même avant l’éclosion de l’œuf, le cerveau du poussin peut être suffisamment actif pour reconnaître les vocalisations de son espèce.
Le développement du cerveau à l'éclosion varie selon les espèces et est plus important chez les oiseaux nidifuges qui peuvent marcher et se nourrir immédiatement. Le cerveau des oiseaux nidicoles sans défense continue de se développer à mesure que le jeune oiseau grandit, devenant finalement plus gros que celui des espèces nidifuges.

### Neuroplasticité
Certains oiseaux présentent des changements saisonniers réguliers dans la structure cérébrale pour soutenir des comportements spécifiques. Par exemple, les régions du cerveau d’un oiseau chanteur associées au chant peuvent se développer pendant les mois les plus chauds, lorsque les mâles chantent activement pour attirer un partenaire ou défendre un territoire. De même, les oiseaux qui cachent leurs graines peuvent développer un hippocampe plus grand pour les aider à se rappeler où leur nourriture est cachée pendant l'hiver.